# Rue Auguste-Polissard
La rue Auguste-Polissard, est une voie de communication de Bondy, proche de son centre historique,.

## Situation et accès
Venant du nord par la route d'Aulnay qui franchit le canal de l'Ourcq sur le pont d'Aulnay, cette rue suit le tracé de la route départementale 41. Elle coupe notamment la rue Arthur-Rimbaud et l'allée Anne-Frank.
Son extremité sud, au carrefour de la rue Jules-Guesde, est dans l'axe de la rue Roger-Salengro, qui mène à la gare de Bondy.
Outre son tracé principal, elle présente la particularité de s'étendre sur plusieurs branches autour de la crèche De Lattre De Tassigny.

## Origine du nom

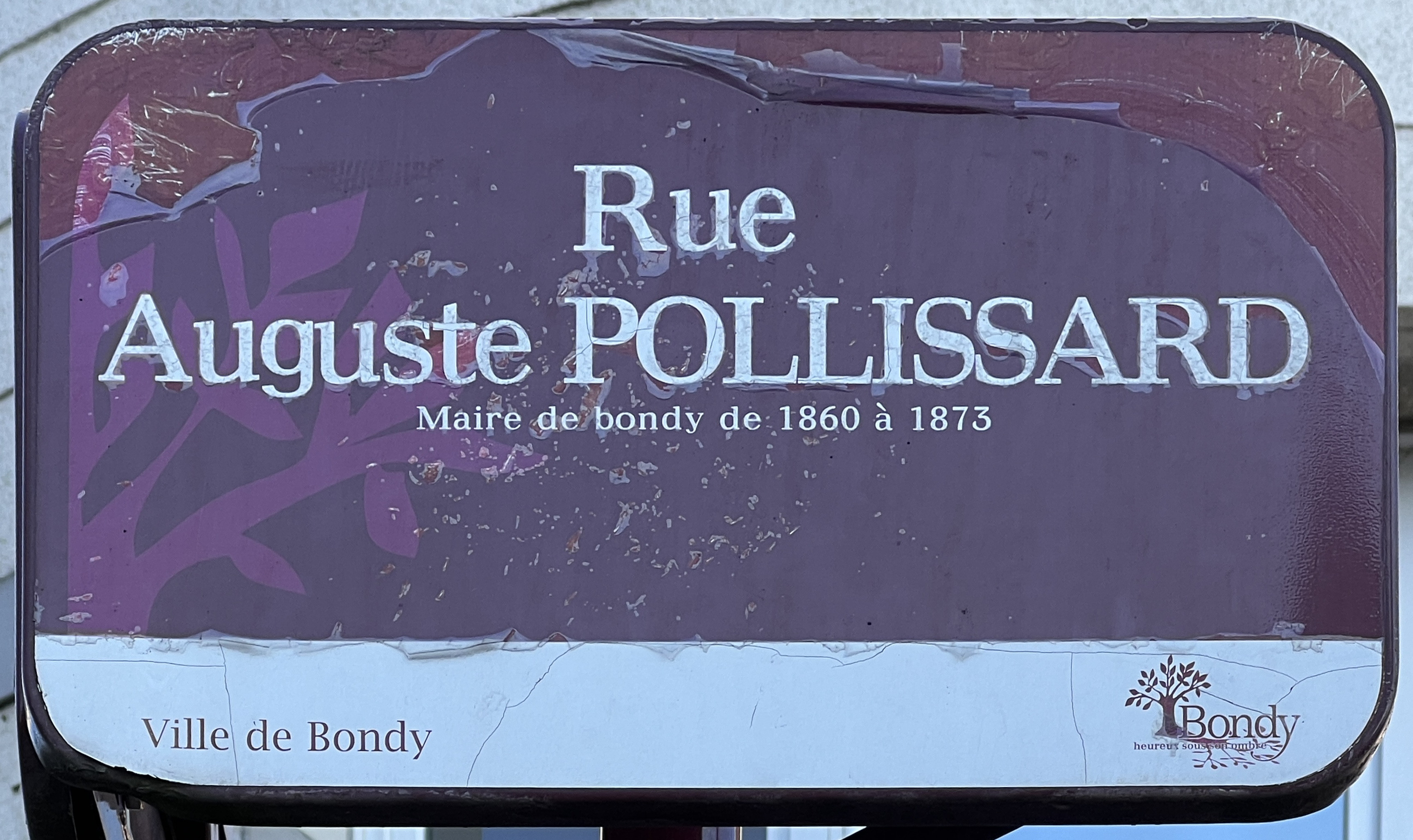
Plaque de la rue.

Cette voie de communication s'appelait autrefois rue de la Croix, d'un arbre situé à cet endroit, appelé Orme de la Croix. Le nouveau nom de cette rue a été choisi en hommage à Augustin Claude Étienne Polissard, maire de la ville de Bondy, de 1860 à 1873.

## Historique
C'est dans cette rue que le 18 août 1944, vers 21 heures, fut abattu Joseph Le Berre, résistant FTP-F.F.I., lors d'une attaque d’éléments de l’armée allemande qui assuraient la protection des convois en retraite sur la route nationale 3.
En 1994, des fouilles archéologiques ont mis au jour dans cette rue, une fosse contenant des céramiques sigillées de l'Argonne, et des murs du Bas Moyen-Age.
En 2004, ont été découvertes les sépultures de treize individus datant de l'époque carolingienne.

## Bâtiments remarquables et lieux de mémoire
- L'église Saint-Pierre[7], délimitée par le cours de la République

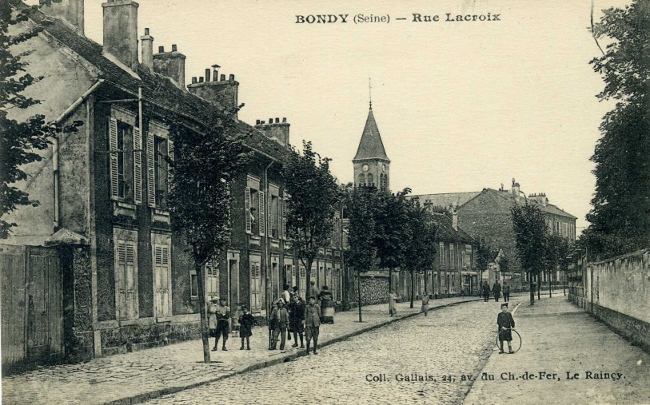
Rue Lacroix.
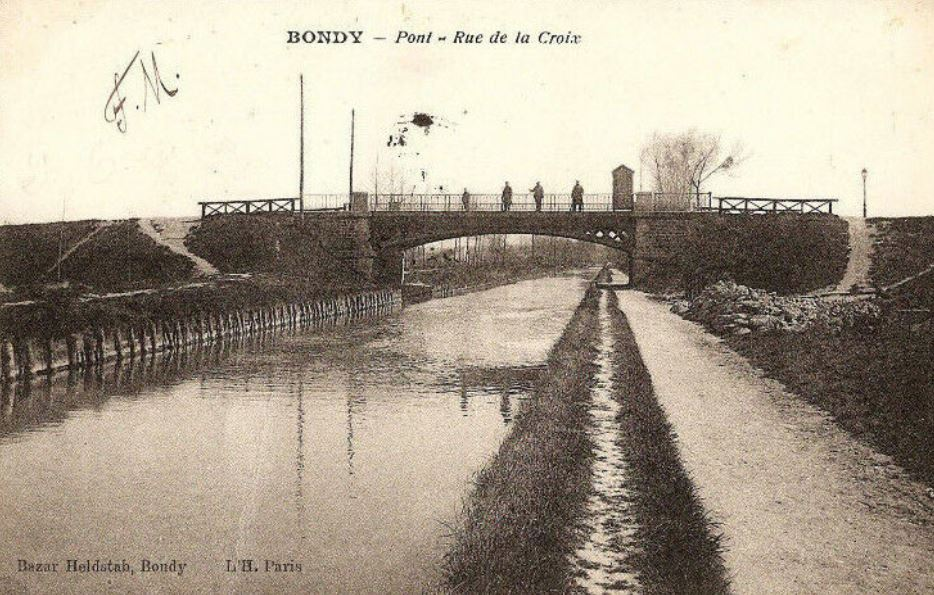
Pont d'Aulnay et rue Auguste-Polissard, ancienne rue de la Croix.
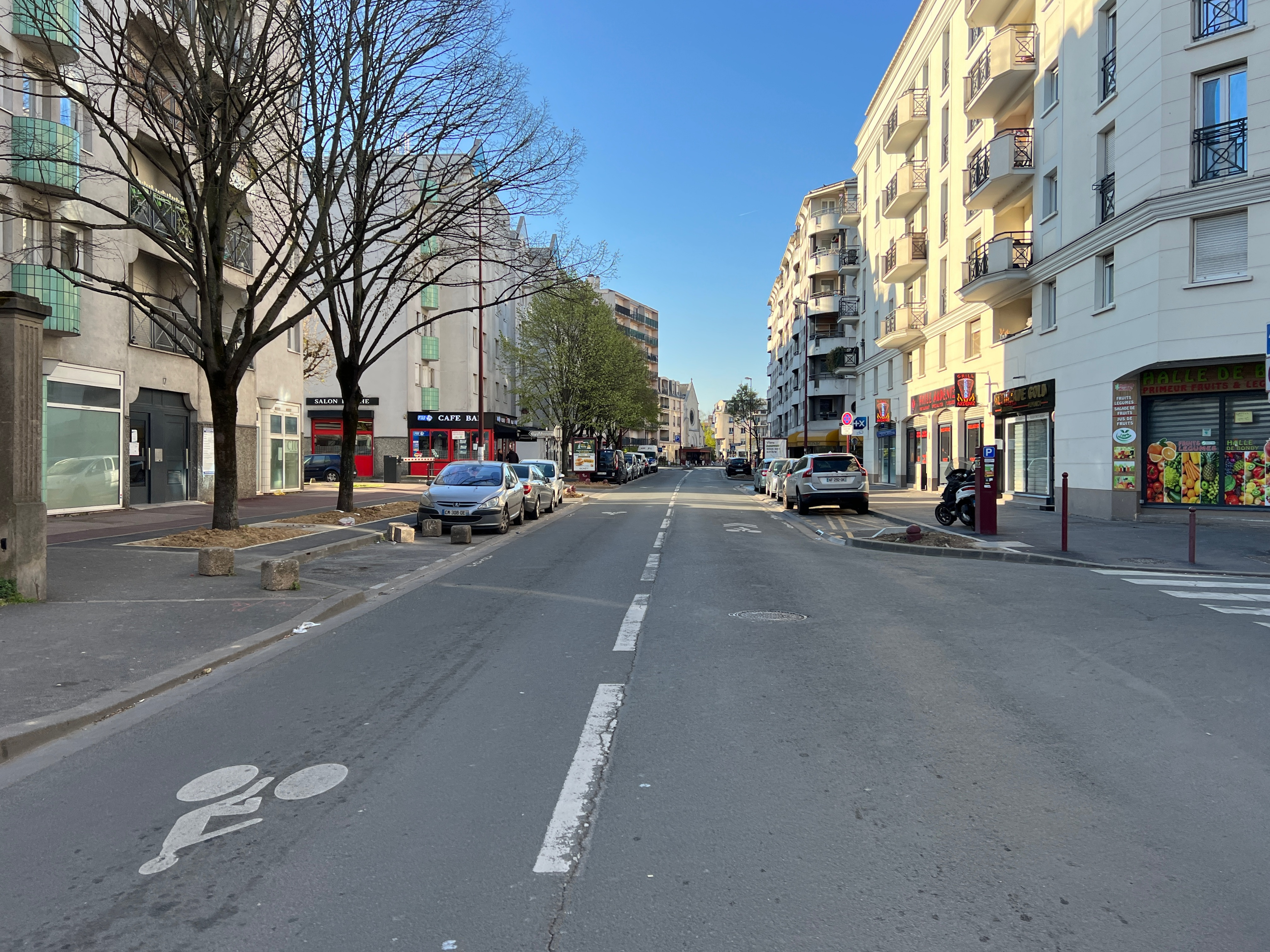
La rue en avril 2022 en direction de l'église.